# Окланд Сити ФК
„Оукланд Сити“ ФК е футболен клуб от гр. Оукланд, Нова Зеландия. Отборът се състезава във футболния шампионат на Нова Зеландия, в който има спечелени 4 титли – през 2005, 2006, 2007 и 2009.
Клубът е създаден през 2004 г. Домакинските си срещи играе на стадион „Кивитеа Стрийт“ с капацитет 5000 зрители. Старши треньор е Роман Трибюлие, а президент – Иван Вукшич.
Цветовете на екипите са: изцяло синьо за домакинствата с бели кантове на гащетата и изцяло бяло за домакинствата (на гащетата има сини кантове)
През 2006 г. „Оуклънд“ печели Клубната титла на Океания и придобива право на участие на Световното клубно първенство в Япония, където губи и 2-рата си мача: 0:2 срещу „Ал-Ахли“, Саудитска Арабия на четвъртфинала, и 0:3 срещу „Чонбук Моторс“, Южна Корея в мача за 5-6 място.